# Liaoceratops
Liaoceratops là một chi khủng long chim lưu vực (Ornithischia), được Xu X. Makovicky Wang X. L. Norell & You mô tả khoa học năm 2002. Thuộc nhóm Ceratopsia, trong đó nó được coi là một trong những đại diện cổ xưa nhất của Neoceratopsia.

## Đặc điểm
Cho đến nay, chỉ có hai hộp sọ của Liaoceratops được biết đến, một của con trưởng thành và một của con non. Phần phát triển giống như gai dưới mỗi mắt là đặc điểm của chi. Một số đặc điểm thể hiện tính chất nguyên thủy: Tấm cổ bao gồm xương đỉnh và xương vảy, được phát triển tốt ở loài ceratopsians sau này, rất nhỏ và xương mõm (ở đầu hàm trên) vẫn chưa có hình sống ở loài khủng long này. Giống như tất cả các loài khủng long Ceratopsians, xương mõm cùng với phần tiền răng đã hình thành nên mỏ vẹt đặc trưng của nhóm khủng long này. Giống như tất cả các đại diện của nhóm Ceratopsians, Liaoceratops là động vật ăn cỏ. Không có thông tin gì về phần còn lại của cấu trúc cơ thể của nó; giống như nhiều loài Neoceratopsian cổ đại, nó có thể di chuyển chủ yếu bằng hai chân.

## Mô tả và phân loại
Liaoceratops là một loài khủng long tương đối nhỏ, chiều dài 50 cm và khối lượng cơ thể 2 kg. Hộp sọ nguyên mẫu có chiều dài 154 mm, nặng khoảng 3kg và chỉ sở hữu sừng cổ và diềm sọ nhỏ, không có sừng quỹ đạo và tấm chắn cổ thực sự đặc trưng cho các loài ceratopsia sau này. Tuy nhiên, những đặc điểm này giúp hiểu được sự khác biệt lớn trong quá trình tiến hóa của loài ceratopsians. Rất lâu trước khi loài Triceratops tiến hóa ở Bắc Mỹ, họ hành loài khủng long sừng đã phân nhánh thành hai dòng: Neoceratopsians, dòng chính bao gồm các dạng có sừng và có diềm dễ nhận biết, trong đó Liaoceratops vào năm 2002 là thành viên cơ bản nhất được biết đến, và Psittacosauridae, một nhánh của các loài khủng long mỏ vẹt nhỏ hơn.

## Phát hiện và đặt tên
Dấu tích hóa thạch của Liaoceratops được tìm thấy ở hệ tầng Yixian của tỉnh Liêu Ninh, Trung Quốc. Cũng được biết đến với loài khủng long có lông vũ. 
Tên bắt nguồn từ Liao, tên viết tắt của tỉnh được nơi phát hiện hoá thạch của Liaoceratops, và loài Ceratop Hy Lạp (có nghĩa là “mặt sừng”), một phần chung trong tên của loài Ceratosia, loài duy nhất được mô tả và loài điển hình là L. yanzigouensis.

## Giai đoạn tồn tại
Các nghiên cứu theo nhánh của những người mô tả đầu tiên phân loại Liaoceratops là đại diện cổ xưa nhất của Neoceratopsia. Những phát hiện này có niên đại thuộc kỷ Phấn Trắng thấp (Barremian) và có niên đại từ 131 đến 126 triệu năm tuổi. Vì vậy nó cũng là một trong những loài Neoceratopsian lâu đời nhất, một nhóm khủng long đa dạng, mặt khác hầu như chỉ được ghi nhận từ Kỷ Phấn Trắng Thượng.

## Chức năng của sừng và diềm
Liaoceratops nhỏ bé cũng có thể giúp các nhà khoa học hiểu được vai trò của sừng và diềm xếp nếp ở khủng long ceratopsian.Ban đầu được coi là cơ quan để tấn công hoặc phòng thủ, những cấu trúc này ngày nay được nhiều nhà cổ sinh vật học coi là công cụ trưng bày được sử dụng để nhận biết loài và thu hút bạn tình. Liaoceratops có một chiếc sừng nhỏ hướng sang một bên dưới và phía sau mỗi mắt của nó. Vì cấu trúc này tương đối nhỏ và nhẹ, Makovicky tin rằng nó là một cơ quan trưng bày và không có mục đích phòng thủ.

## Văn học
- You Hailu, Peter Dodson: Ceratopsia cơ bản. Trong: David B. Weishampel, Peter Dodson, Halszka Osmólska (Biên tập): The Dinosauria. Ấn bản lần 2. Nhà xuất bản Đại học California, Berkeley CA và cộng sự. 2004, ISBN 0-520-24209-2, trang 478–493, bản sao kỹ thuật số (PDF; 807,25 kB) Lưu trữ ngày 4 tháng 3 năm 2016 tại Wayback Machine.